# Парова вантажівка

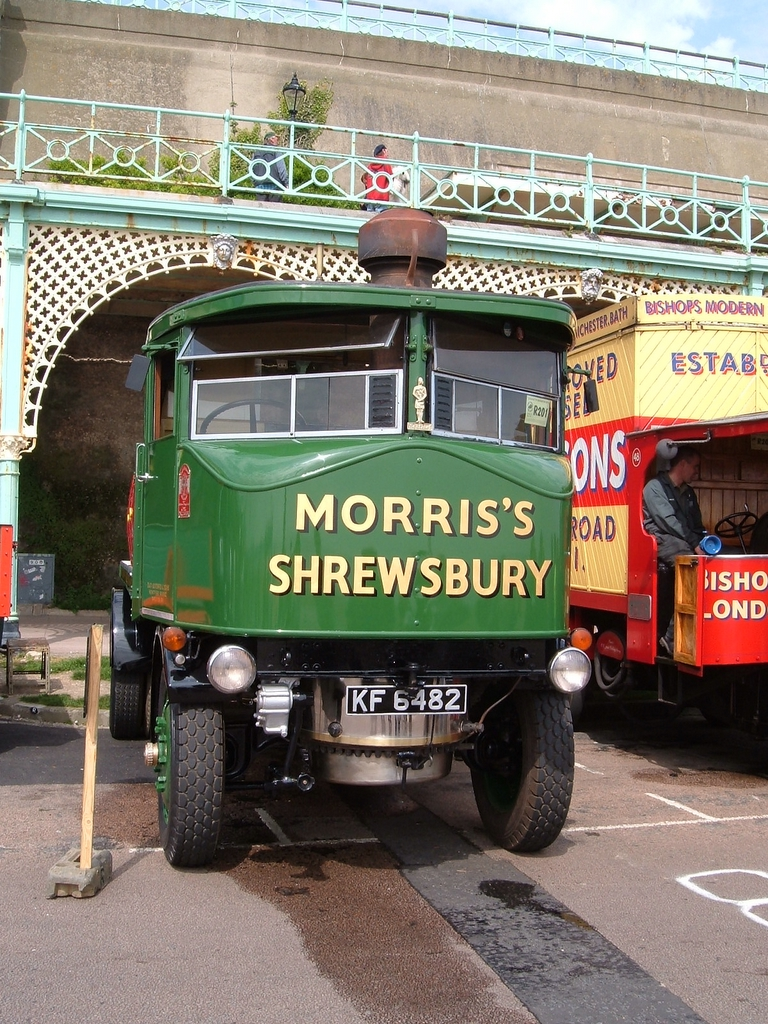
1931. Парова вантажівка Sentinel DG4 «undertype».

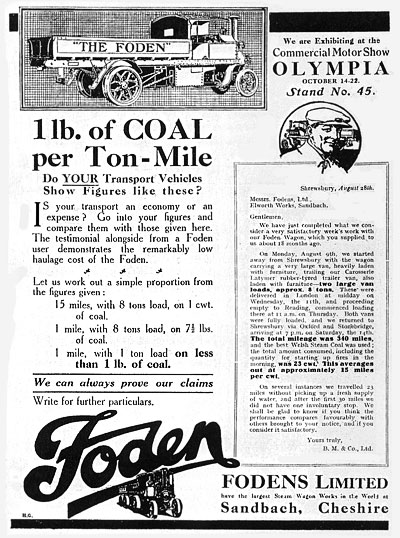
1920-і роки. Рекламний плакат компанії «Фоден». Заявляється, що парова вантажівка цієї компанії має витрату палива 1 фунт вугілля на тонно-милю за повного навантаження (тобто близько 210 кг вугілля на 100 км).

Парова вантажівка — паровий автомобіль для перевезення вантажів. Ця, найраніша форма вантажівки поділяється на два основних типи: «Overtype» (зовнішнього типу) і «Undertype» (внутрішнього типу) — відмінність полягає в розташуванні двигуна відносно котла. Виробники були схильні концентруватися на одній або іншій формі.

## Історія

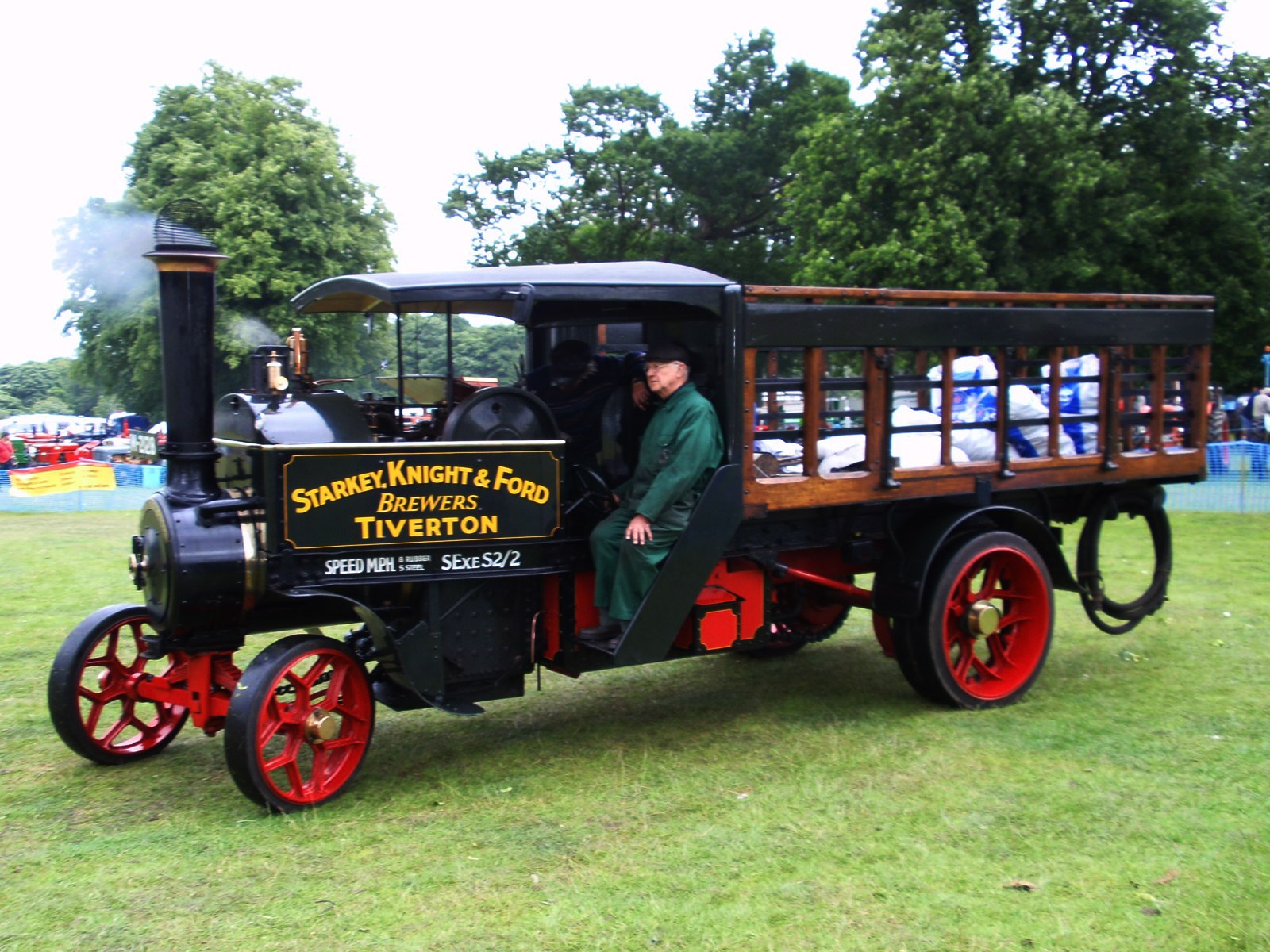
«Overtype». 1908 Foden.

Парові вантажівки були поширеною формою вантажного транспорту для комерційних перевезень на початку XX століття, хоча вони значною мірою були унікально британським явищем, з дуже невеликою кількістю виробників за межами Великої Британії. Внаслідок конкуренції з автомобілями з ДВС та через несприятливе для парового транспорту законодавство, дуже мало з них залишилися в комерційному використанні після Другої світової війни. Хоча більшість парових вантажівок утилізовано, проте значну кількість збережено в робочому стані і їх можна побачити на так званих «парових ярмарках», особливо у Великій Британії.
Перші комерційні парові вантажівки з'явилися приблизно в 1890 році. Хоча паровий транспорт був популярний у Великій Британії від другої половини XIX століття спочатку це були лише трохи модернізовані парові трактори або локомобілі, але потім їх стали розробляти саме як вантажівки. Компанії Thornycroft і Leyland Motors почали виробництво в 1896 році і Sentinel у 1906 році.

## Специфіка

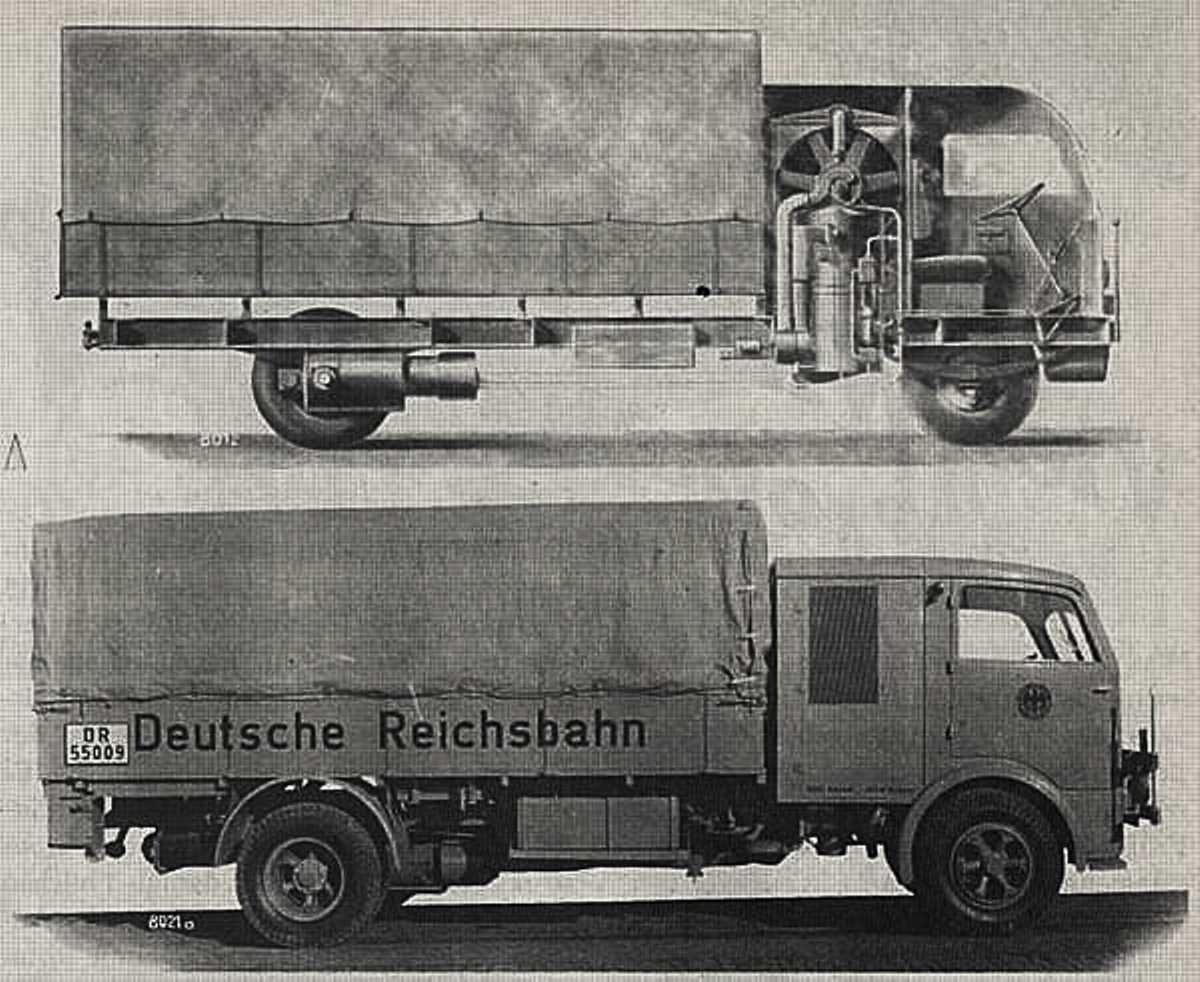
Парова машина, що працює з конденсацією. Хеншель 1936.

У машинах типу overtype — парова машина розташована безпосередньо на котлі і така вантажівка нагадує звичайний паротяг, але на безрейковому ходу. Схожі за формою і конструкцією локомобілі використовували як тягачів від кінця XIX століття.
Вантажівки типу overtype поділяють на дві основні групи:
- вантажівки без коробки передач;
- вантажівки з коробкою передач.

У машинах типу undertype — парова машина змонтована окремо від парового котла на шасі. Така машина схожа на звичайну важку вантажівку.
Вантажівки типу undertype поділяють на три основні групи:
- вантажівки з тихохідними але «сильними» паровими машинами з ланцюговою передачею крутного моменту на вісь;
- вантажівки з менш потужними, але швидкохідними паровими машинами, обладнаними коробкою передач і ланцюговою передачею на ведучу вісь;
- вантажівки зі швидкохідними паровими машинами і карданною передачею.

Також ознаками різної класифікації є:

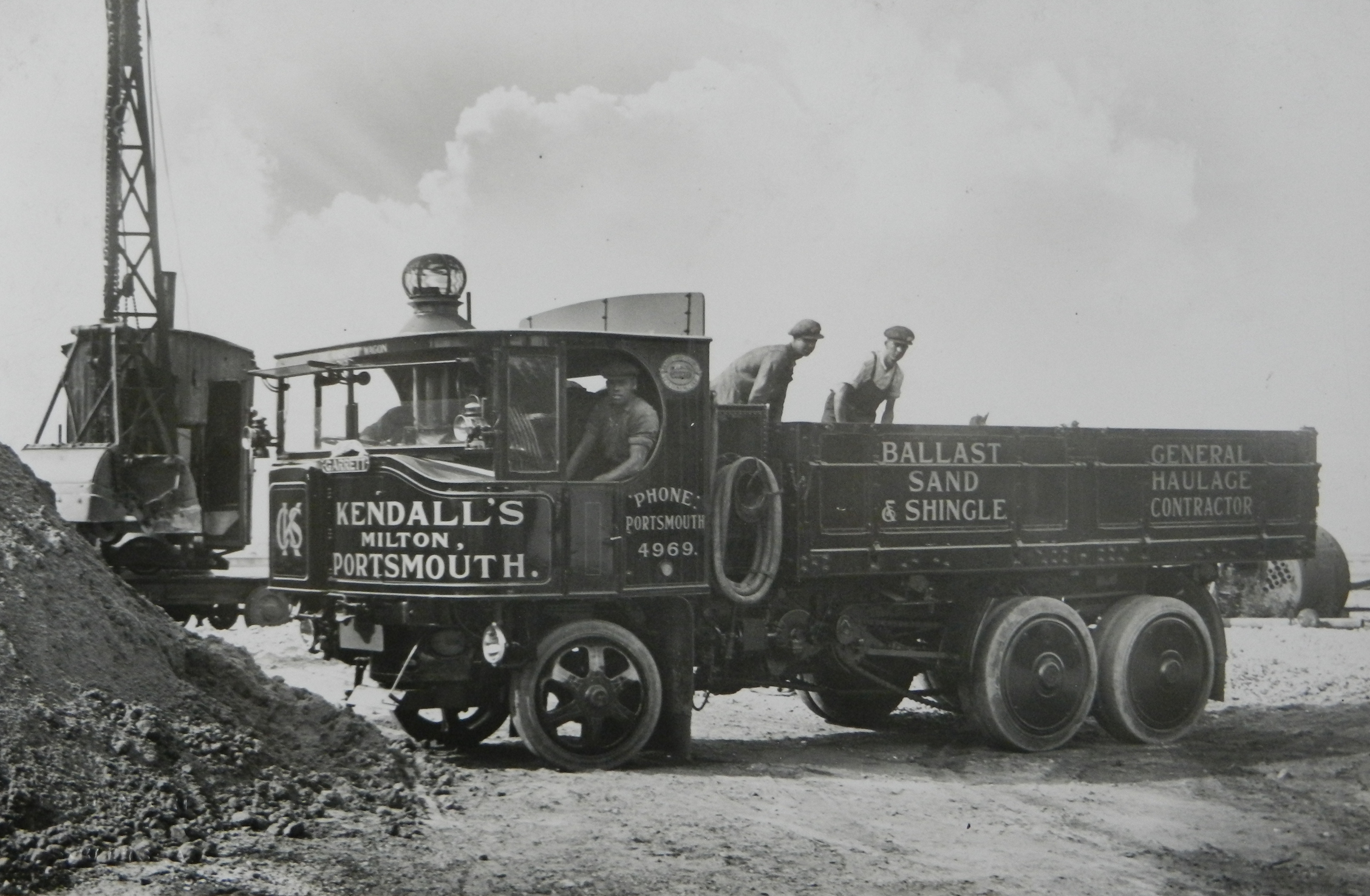
Garrett Undertype — 1931. Кількість осей: три

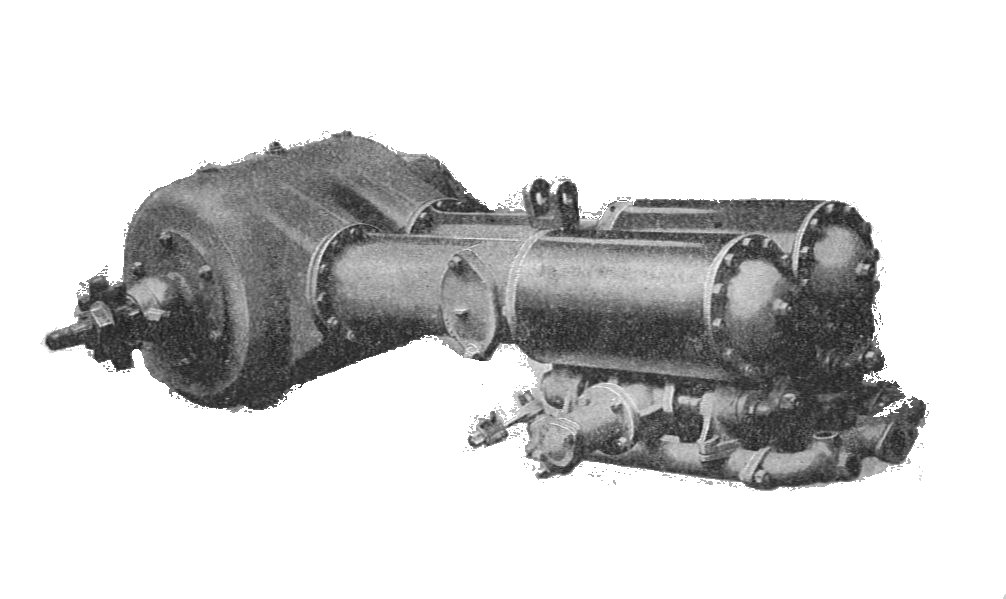
Паровий двигун подвійної дії Сентінел. 1905 р.

- кількість осей: дві, три або чотири;

- тип парового котла: горизонтальний, вертикальний, паровозний, прямоточний, високого або низького тиску, з живленням рідким або твердим паливом тощо;

- тип парової машини: вертикальна, горизонтальна, V — подібна, дво- або багатоциліндрова, золотникова або клапанна; з простим розширенням або багатократним (типу компаунд), що працює з конденсацією чи з випуском пари в атмосферу, простої або подвійної дії тощо.

## Фірми виробники парових вантажівок
Всього існувало майже 160 виробників парових вантажівок. Багато виробників локомобілів також випускали варіанти парових вантажівок, але деякі фірми спеціалізувалися на них.
- Компанія John I. Thornycroft & Company була відомою морською інженерної компанією, яка успішно породила компанію Steam Carriage and Wagon для виробництва автомобільних транспортних засобів з паровим двигуном. Вони постачали парові вантажівки в британську армію, комерційні парові вантажівки і фургони, парові автомобілі (протягом декількох років), а також автобуси — перший в Лондоні комерційно успішний автобус, був двоповерховим паровим автобусом Thornycroft.

До виробників, що спеціалізувалися на випуску парових автомобілів, належали такі компанії:
- Bristol Wagon & Carriage Works[en] випускала парові вантажівки від 1904 до 1908 року.

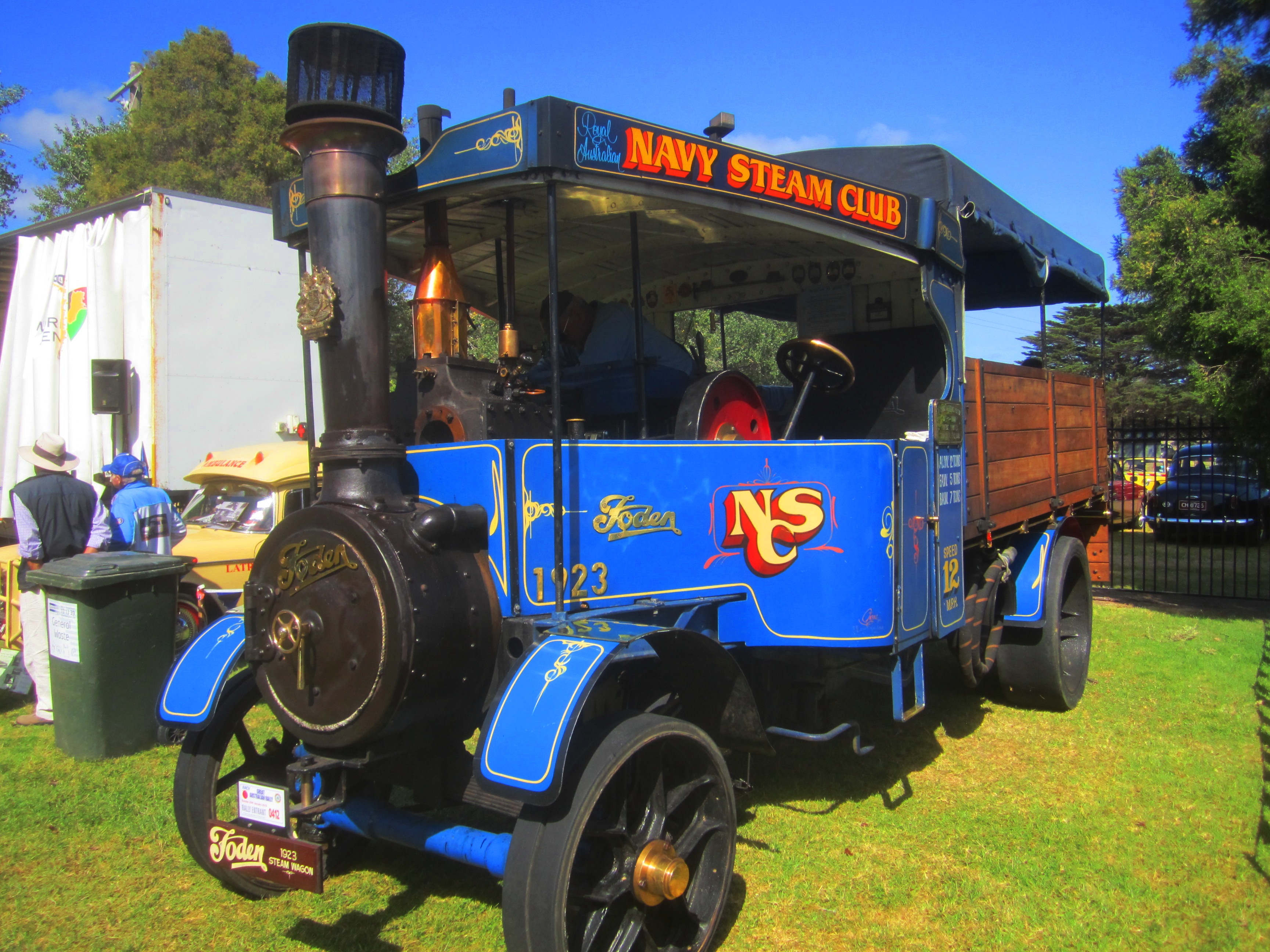
1923. Фоден

- Фоден.

- Leyland Steam Motor Co. — заснована в 1896—1907 роках, потім стала називатися Leyland Motors Ltd (випускала локомобілі до 1926 року).

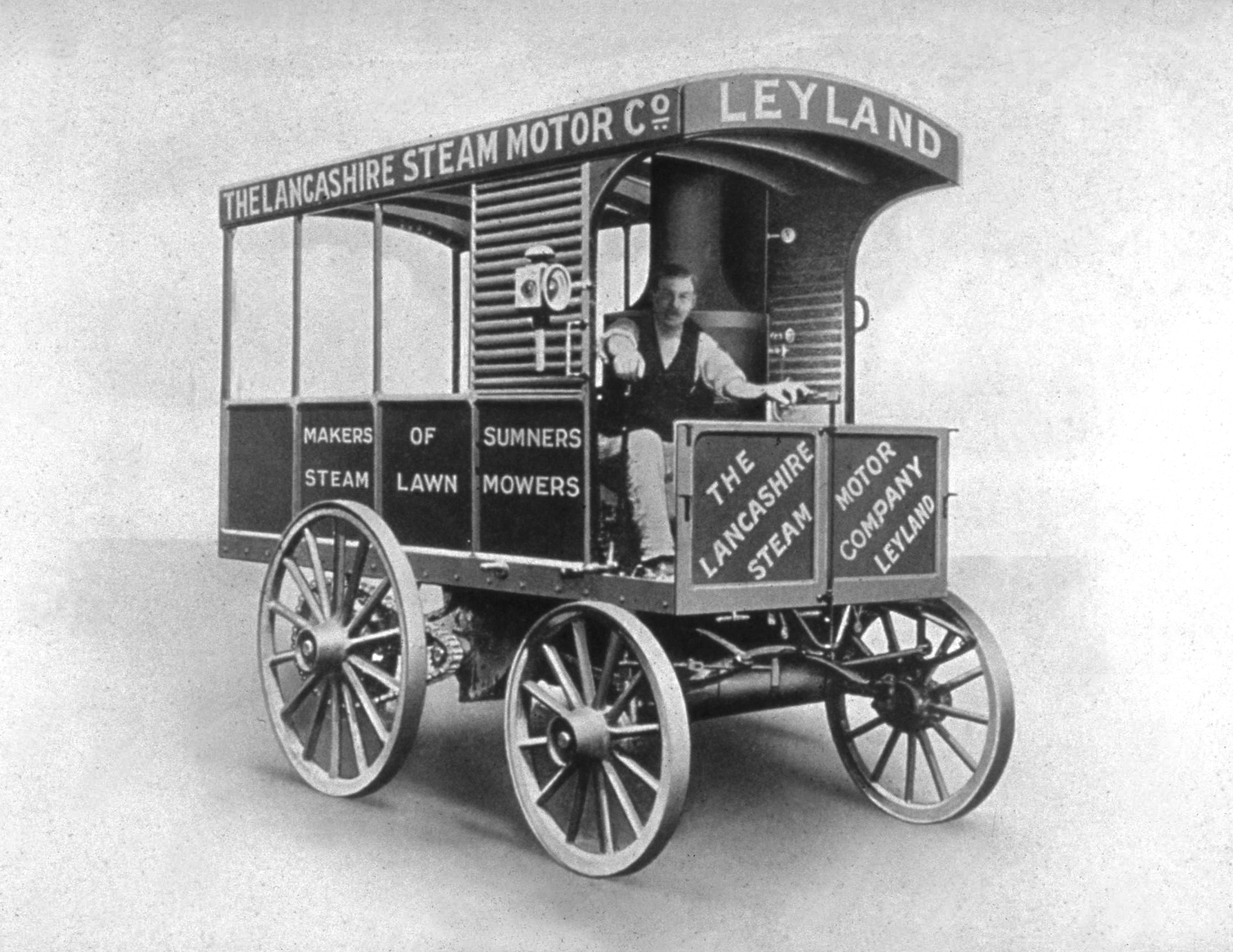
1896.

- Mann's Patent Steam Cart and Wagon Company.
- Sentinel Waggon Works.
- Sheppee — британська компанія, також випускала парові автомобілі (недовго).
- Steam Carriage and Wagon Company (пізніше, Thornycroft), Бесінгсток[en]

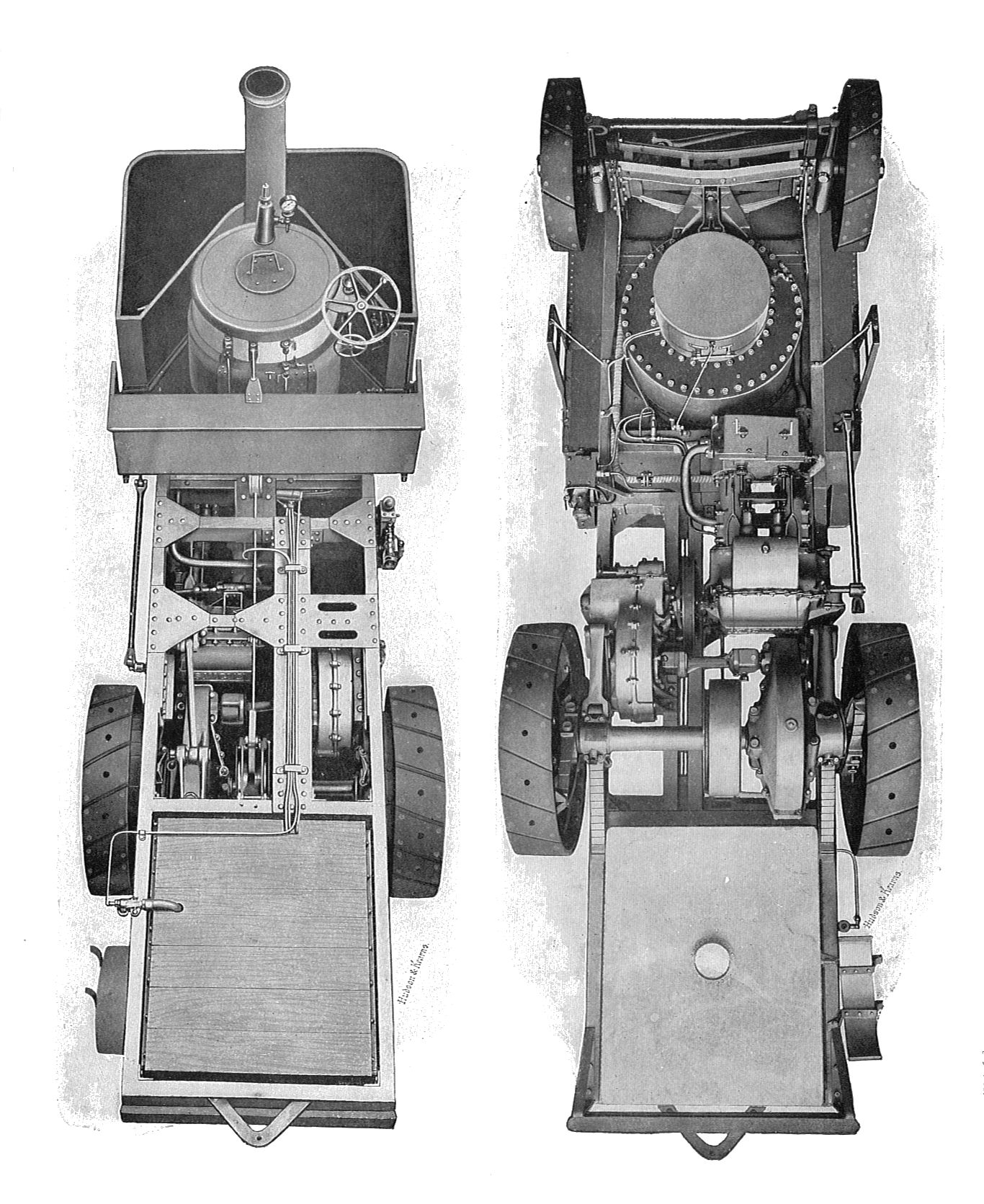
Thornycroft 1905.

- Yorkshire Patent Steam Wagon Co.[en]

Поза Великою Британією:
- Hanomag (Ханомаг), Німеччина

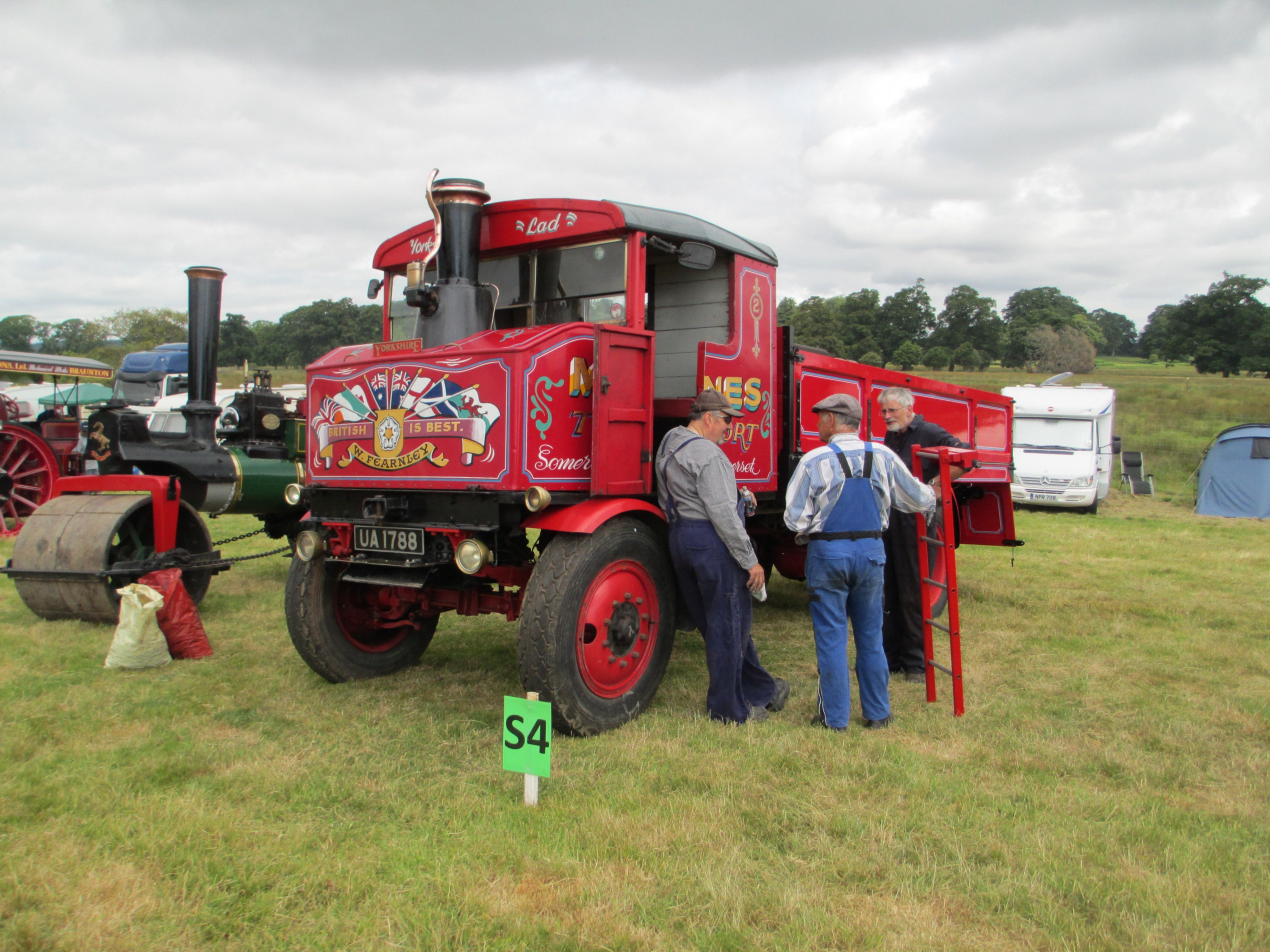
Yorkshire Patent Steam Wagon (1927).

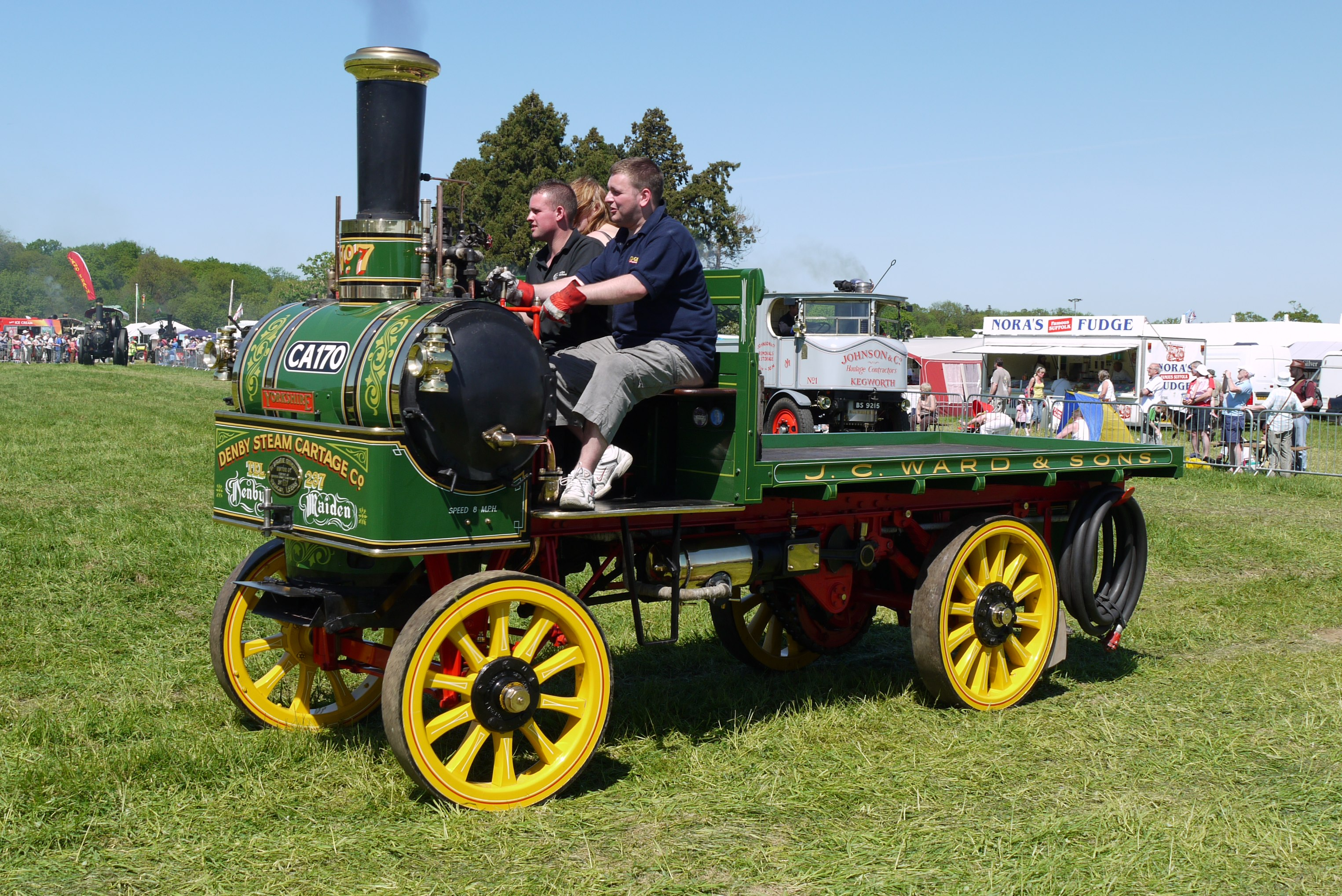
Yorkshire Patent Steam Wagon Co. «Denby Maiden» (1905)

- Henschel-Werke (Хеншель), Німеччина